# Peter Bauer (Künstler, 1951)

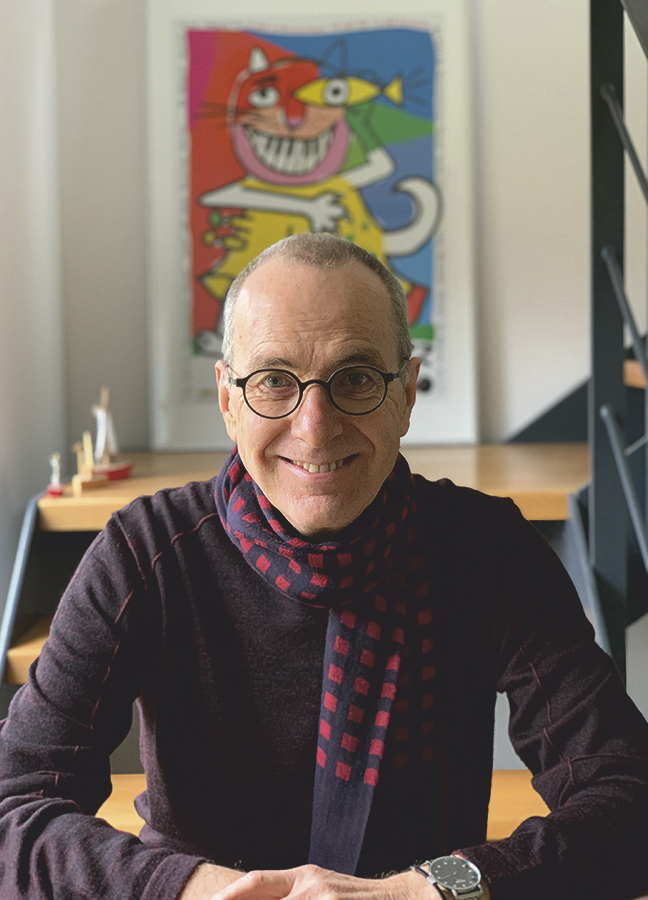
Peter Bauer (2020)

Peter Bauer (* 30. November 1951 in Wismar) ist ein deutscher Illustrator, Cartoonist, Karikaturist und Autor.

## Leben
Bauer absolvierte bis 1970 die Erweiterte Oberschule als Maschinenbauer mit Abitur. Dann leistete er freiwillig Dienst bei der NVA, was üblich war, um einen Studienplatz zu erhalten. Von 1972 bis 1977 studiert er an der Hochschule für Grafik und Buchkunst Leipzig bei Hans Mayer-Foreyt, Volker Küster, Rolf Kuhrt und Arno Rink. Seitdem arbeitet er als freischaffender Grafiker, Illustrator und Karikaturist in Rostock. Er war bis 1990 Mitglied des Verbands Bildender Künstler der DDR.
1991 gründete Bauer gemeinsam mit dem Schriftsteller Frank Weymann den WeymannBauer Verlag zur Realisierung eines Werbeprojektes (Buchserie) für den Schering-Konzern. Zwischen 2000 und 2013 war er auch Dozent für Naturstudium und Grafik-Design an der Rostocker Technischen Kunstschule.
In Sammlungen ist Peter Bauer unter anderen im „Wilhelm Busch – Deutsches Museum für Karikatur und Zeichenkunst“ und im „Kupferstichkabinett Greiz“ vertreten.

## Ausstellungen (unvollständig)

### Einzelausstellungen seit der deutschen Wiedervereinigung
- 2018: Kunsthandlung Langheinz Darmstadt Ganz oder gar nicht[1]
- 2016: Galerie Teterow Von Tieren und anderen Menschen – Zeichnungen[2]
- 2013: Galerie in der Müritz-Sparkasse Waren Zeichnungen
- 2011: Galerie artFuhrmann Rostock Zeichnungen 2000–2011
- 2005: Galerie artFuhrmann Rostock Katzen
- 2000: Kulturhistorisches Museum Rostock zusammen mit Feliks Büttner
- 2001: Galerie artFuhrmann Rostock Zeichnungen

### Beteiligung an zentralen und regional wichtigen Ausstellungen in der DDR
- 1979: Rostock, Bezirkskunstausstellung
- 1979 und 1981: Berlin („Karigrafie“)
- 1982/1983 und 1987/1988: Dresden, IX. und X. Kunstausstellung der DDR
- 1984: Berlin, Altes Museum („Junge Künstler der DDR“)
- 1977, 1979/1980 und 1982: Berlin („Die besten Plakate des Jahres“)
- 1979 und 1981: Berlin, Ausstellungszentrum am Fernsehturm („Karigrafie“)
- 1986: Greiz, Sommerpalais der Staatlichen Museen (4. Karikaturenbiennale der DDR mit „Satiricum“)

### Teilnahme an Internationalen Ausstellungen
- 1980: Warschau (Internationale Biennale des Plakats)
- 1980: Montreal (International Salon of Cartoons)
- 1982: Knokke-Heist (Welt-Cartoonale)

## Auszeichnungen
- 1980: 1. Preis Die 100 besten Plakate des Jahres 1979
- 1983: 3. Preis Die 100 besten Plakate des Jahres 1982
- 2004: Gewinner des Swiss Cartoon Award

## Werke
- Die Maus schläft in der Löwenmähne. Kinderbuchverlag, Berlin 1982.
- Spassvögel. Kinderbuchverlag, Berlin 1985.
- Bauereien: Cartoons. Eulenspiegel, Berlin 1985.
- Ich ging einmal nach Butzlabee. Kinderbuchverlag, Berlin 1988, ISBN 3-358-01137-2.
- Das Gelbe vom Ei: Cartoons. Eulenspiegel, Berlin 1988, ISBN 3-359-00242-3.
- mit Lutz Rathenow: Ein seltsamer Zoo. Kinderbuchverlag, Berlin 1988, ISBN 3-358-00481-3.
- Mit der Schere zum Mond. Text: Joachim Walther, Illustrationen: Peter Bauer. Kinderbuchverlag, Berlin 1989.
- Brunosaurus. Text: Frank Weymann, Illustrationen: Peter Bauer. Altberliner Verlag, Berlin 1989, ISBN 3-357-00250-7.
- Gwendolas Abenteuer. Der Kinderbuchverlag, Berlin 1986.
- Das seltsame Leben der Königin Rosalia. Text: Frank Weymann, Illustrationen: Peter Bauer. KinderBuchVerlag, Berlin 1992, ISBN 3-358-01615-3.
- Papa Schweinauer und Sohn. LeiV Buchhandels- und Verlags-Anstalt, Leipzig 1993, ISBN 3-928885-49-9.
- Wir und die Nashörner. Text: Frank Weymann, Illustrationen: Peter Bauer. Kinderbuchverlag, Berlin 1993, ISBN 3-358-02078-9.
- mit Frank Weymann: Der Tag, als Regineit krähte. Kinderbuch-Verlag, Berlin 1994, ISBN 3-358-02096-7.
- Das Geheimnis des blauen Lichts: ein verzaubertes Ferienabenteuer. Text: Gunter Preuss, Illustrationen: Peter Bauer. LeiV Buchh.- und Verl.-Anst., Leipzig 1994, ISBN 3-928885-73-1.
- mit Lutz Rathenow: Floh Dickbauch. LeiV, Leipzig 1995, ISBN 3-928885-48-0.
- Katzen – Zeichnungen. Peter Bauer, Rostock 2005, ISBN 3-00-017061-8.
- mit Bernd Melzer: Tja, so war’s : eine humoristische Zeitreise durch die Geschichte Mecklenburg-Vorpommerns. GOH, Rostock 2006, ISBN 978-3-00-020369-5.
- Der Elefant im Fußballtor. Leiv, Leipzig 2006, ISBN 3-89603-262-3.
- mit Klaus D. Koch: Totgelachte leben länger: schwarze Kinderreime; nur für Erwachsene. GOH, Rostock 2008, ISBN 978-3-9812429-0-4.
- Hunde – Zeichnungen. GOH-Gruppe, Rostock 2010, ISBN 978-3-9812429-1-1.
- Peter Bauer – Zeichnungen 2000–2011: anläßlich einer Ausstellung in der Art-Galerie im Fischereihafen, Rostock. Galerie ArtFuhrmann. Eigenverlag, Rostock 2011, ISBN 978-3-00-034318-6.
- Vögel – Zeichnungen. Edition Bauer, Rostock 2016, ISBN 978-3-00-050191-3
- halbTrocken – Zeichnungen. Edition Bauer, Rostock 2018, ISBN 978-3-00-060163-7
- mit Klaus D. Koch: Bis auf Klaus... Edition Temmen, Bremen 2020, ISBN 978-3-8378-7062-6
- Peter Bauer - Zeichnungen 2011-2022 Peter Bauer, Rostock 2022, ISBN 978-3-00-070581-6
- Neues von Vögeln Peter Bauer, Rostock 2024, ISBN 978-3-00-078581-8